# Parafia Narodzenia Najświętszej Maryi Panny w Siemysłowie
Parafia Narodzenia Najświętszej Maryi Panny – rzymskokatolicka parafia w Siemysłowie, należy do dekanatu Namysłów wschód w archidiecezji wrocławskiej. 

## Historia parafii
Parafia została erygowana w XIV wieku. Obsługiwana jest przez księży archidiecezjalnych. 
Jej proboszczem jest ks. Piotr Bałtarowicz.

## Liczebność i zasięg parafii
Do parafii należy 679 wiernych z miejscowości: Siemysłów i Starościn.

## Parafialne księgi metrykalne
| Księgi metrykalne | Okres ewidencji |
| ----------------- | --------------- |
| chrztów           | 1945 -          |
| ślubów            | 1945 -          |
| zgonów            | 1945 -          |

## Wspólnoty parafialne
- Żywy Różaniec,
- Lektorzy,
- Ministranci.[2]